# Maltypus kokagalaensis
Maltypus kokagalaensis es una especie de coleóptero de la familia Cantharidae.

## Distribución geográfica
Habita en Sri Lanka.